# Gaeta
För andra betydelser, se Gaeta (olika betydelser).
Gaeta är en stad i provinsen Latina i regionen Lazio i Italien. Kommunen hade 20 361 invånare (2018).

## Historia
Gaeta var under antiken känt under namnet Cajeta som en populär semesterort vid Tyrrhenska havet för besuttna romare. Under medeltiden var staden huvudort i hertigdömet Gaeta, först under bysantinsk, senare under påvlig överhöghet. 1434 införlivades det i kungariket Neapel. Under 1700-talet och början av 1800-talet var Gaeta en stark fästning, som flera gången spelade en viktig roll i de italienska krigen. 1848-49 uppehöll sig påven Pius IV efter sin flykt från Rom i Gaeta. Staden är även känd för den långvariga belägring 1860-61, där Gaetas fall blev slutet på det italienska enhetskriget.
Gaeta var under 1800-talet en viktig handelshamn.

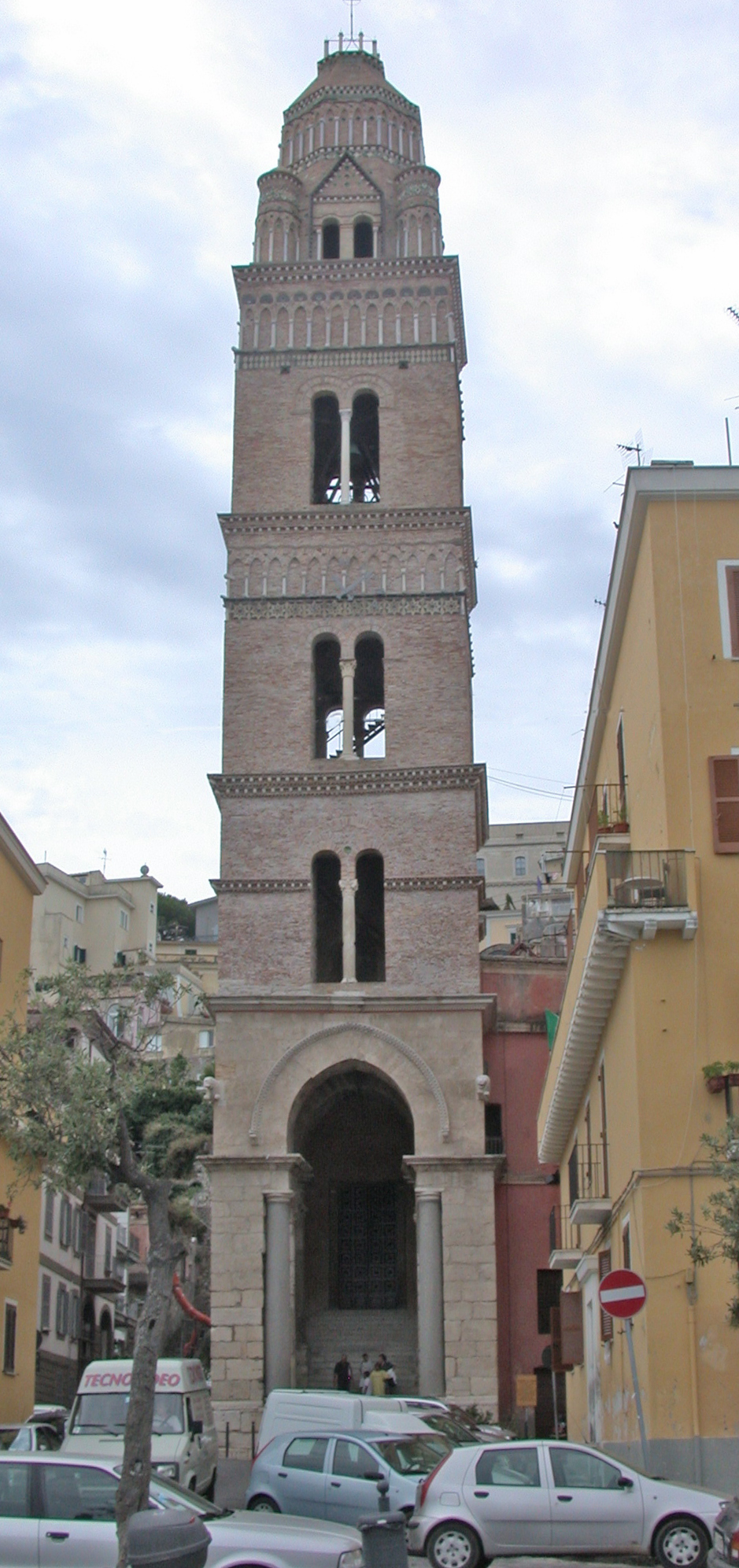
Katedralens kampanil

## Sevärdheter
Bland stadens sevärdheter återfinns katedralen Santi Erasmo e Marciano och Torre d'Orlando.